# 1057년

## 연호
- 북송(北宋) 가우(嘉祐) 2년
- 요(遼) 청녕(淸寧) 3년
- 일본(日本) 덴기(天喜) 5년
- 서하(西夏) 차도(奲都) 원년
- 리 왕조(李朝) 롱투이타이빈(龍瑞太平) 4년

## 기년
- 고려(高麗) 문종(文宗) 11년
- 북송(北宋) 인종(仁宗) 35년
- 요(遼) 도종(道宗) 3년
- 서하(西夏) 의종(毅宗) 9년
- 리 왕조(李朝) 성종(聖宗) 4년

## 사망
- 7월 28일 - 교황 빅토르 2세, 153대 로마 교황.